# 岐阜青年ユニオン
岐阜青年ユニオン（ぎふせいねんユニオン）は、正規・非正規にかかわらず青年労働者を対象にした労働組合である。

## 概要
2007年（平成19年）5月27日に、岐阜青年ユニオンは組合員20名で結成された。結成には、岐阜県労連と自由法曹団岐阜支部を中心に準備が進められた。
同時に、岐阜青年ユニオンを支える会も発足し、講師の派遣や経済的な支援が行われている。